# Andin Bikker
Andin Ceasar Giovanni Bikker (20 augustus 1969) is een Arubaans politicus. Hij was tussen 2017 en 2021 minister van Justitie, Veiligheid en Integratie in het kabinet-Wever-Croes I namens de partij POR, echter brak hij met zijn eigen partij op 30 maart 2021. Daarvoor was hij  van 2009 tot en met 2017 lid van de Staten van Aruba namens de partij Partido Democracia Real.

## Leven
Na zijn basisschool en middelbare school ging Andin Bikker notarieel recht en Nederlands Recht studeren aan de Vrije Universiteit Amsterdam. Hierna werkte hij bij enkele advocatenkantoren, waaronder als senior partner bij Gomez & Bikker.
In december 1997 stapte Bikker in de politiek toen hij bij de statenverkiezingen als veertiende op de MEP-kandidatenlijst stond. MEP behaalde negen zetels en Bikker werd niet verkozen. In 2004 werd hij oprichter, partijvoorzitter en partijleider van de Partido Democracia Real (PDR). Bij de statenverkiezing in 2005, 2009 en 2013 was Bikker PDR-lijsttrekker. De partij behaalde in 2005 de kiesdeler niet; hetgeen wel lukte in 2009. Bikker werd statenlid en behield zijn zetel bij de verkiezingen van 2013.
Hij werd in november 2017 benoemd tot minister van Justitie, Veiligheid en Integratie, nadat POR coalitiepartner werd in het kabinet Wever-Croes. De PDR had zich een jaar eerder aangesloten bij het nieuwe POR, die bij de  verkiezingen in september 2017 twee statenzetels binnenhaalde. Na het vertrek van Otmar Oduber werd Bikker begin 2020 waarnemend partijvoorzitter en partijleider van de POR. Deze functies droeg hij in februari 2021 over POR-statenlid Alan Howell. Op 30 maart 2021 nam hij afstand van de POR, gelijktijdig met het ontslag van het kabinet Wever-Croes vanwege een integriteitskwestie in de POR-fractie. Op 20 september 2021 trad hij als minister af.